# Чусовитинское сельское поселение
Чусови́тинское се́льское поселе́ние — упразднённое муниципальное образование в Ленинск-Кузнецком районе Кемеровской области. Административный центр — село Чусовитино.

## География
По территории поселения проходит Федеральная автомобильная дорога М53. Протекает река Северная Уньга.

## История
Чусовитинское сельское поселение образовано 17 декабря 2004 года в соответствии с Законом Кемеровской области № 104-ОЗ. 

## Население
| 2010  | 2011  | 2012  | 2013  | 2014  | 2015  | 2016  |
| ----- | ----- | ----- | ----- | ----- | ----- | ----- |
| 3204  | ↘3200 | ↘3169 | ↘3141 | ↗3151 | ↘3126 | ↘3089 |
| 2017  | 2018  | 2019  |       |       |       |       |
| ↘3076 | ↘2989 | ↘2953 |       |       |       |       |

## Состав
| № | Населённый пункт | Тип населённого пункта       | Население |
| - | ---------------- | ---------------------------- | --------- |
| 1 | Берёзовка        | посёлок                      | 0         |
| 2 | Новый            | посёлок                      | 544       |
| 3 | Панфилово        | село                         | 1443      |
| 4 | Семёново         | деревня                      | 104       |
| 5 | Чусовитино       | село, административный центр | 1113      |